# فرح (ممثلة أردنية)
فرح (4 أغسطس 1970 -)، ممثلة ومخرجة أردنية.

## عن حياتها
ولدت في الكويت، حيث كان والدها يعمل هناك وقد توفي والدها وهي بسن الخامسة نتيجة حادث سير، وهي خريجة المدرسة الإنجليزية الحديثة في الكويت، درست سنتان في بريطانيا وأربع سنوات أخرى في نيويورك في الولايات المتحدة في تصميم الأزياء والإخراج. عملت مع شركة شانيل المختصة بعالم الأزياء كمصممة وموديل. أقامت والدتها في القاهرة بعد أن غادرت الكويت، وبعد أن أكملت دراستها في الولايات المتحدة استقرت بجوار والدتها في القاهرة.

### حياتها الفنية
كان أول ظهور لها على الشاشة العربية خلال أغنية «سكة العاشقين» للمطرب مصطفى قمر عام 1994 ومن بعدها ظهرت في أغنية «استعجلت الرحيل» للمغني العراقي كاظم الساهر. أخرجت أغاني بطريقة الفيديو كليب للعديد من المطربين العرب أمثال محمد عدوية ومحمد محي وعبير فضة ونايف البدر، وأخرجت كذلك العديد من الدعايات والتصاميم.

### حياتها الأسرية
تزوجت من المخرج سامح الباجوري الذي توفي بمرض السرطان، وتزوجت في العام 2004 من هادي الباجوري مخرج الكليبات في زواج لم يدم لأكثر من عامين، وهي أخت من نفس الأم فقط للموزع الموسيقي الكويتي فهد الشلبي الزوج السابق للمغنية أنغام.

## أعمالها الفنية

### مسلسلات
| - المماليك : 2022 - إيجار قديم (مسلسل): 2022 - مكتوب عليا:2022 - الجسر:2022 - تحقيق:2022 - وسط البلد:2022 - المماليك:2022-شاهي - شقة ستة:2021 - هجمة مرتدة:2021 - ورا كل باب (ج2):2021 | - في كل أسبوع يوم جمعة:2020 - مملكة إبليس: أسطورة الأساطير:2020 - مملكة إبليس ج2: نار الجنة:2020 - الحرباية:2017 - بين عالمين:2017-بسنت - لأعلى سعر:2017-لطيفة - جراب حواء:2016 - أريد رجلا (ج2):2015 | - الصندوق الأسود:2015 - الصعلوك:2015-شاهندة - زواج بالإكراه:2015-د. نيرمين - حارة اليهود:2015 - سيرة حب:2014-عايدة - تفاحة آدم:2014 - نقطة ضعف:2013 - زي الورد:2012-نبيلة | - أزواج في ورطة:2011 - خاص جدا:2009-شهد - القاهرة ترحب بكم:2006 - عفاريت السيالة:2004-شهيرة - الجانب الآخر من الشاطىء:2004 - رمال:2004 - مسألة مبدأ:2003 - نور القمر:1999-نور القمر |

### أفلام
| - بعد الموقعة:2012 - الطريق الدائري:2010-أميرة الدرمللي - حفل زفاف:2009-منال - واحد كابوتشينو:2005 | - حفار البحر:2003-د. نور عبد السلام - بركان الغضب:2002-سارة - جرانيتا:2001 - أرض الخوف:2000-فريدة / زوجه يحيى |

### رسوم متحركة
- قصص العجائب في القرآن:2014
- قصص الآيات في القرآن:2015
- قصص النساء في القرآن:2013-رحمة زوجة أيوب

### مسرحيات
- يا غولة عينك حمرا:2004

## وصلات خارجية
- فرح على موقع IMDb (الإنجليزية)
- فرح على موقع قاعدة بيانات الأفلام العربية
- فرح على موقع ألو سيني (الفرنسية)
- فرح على موقع كينوبويسك (الروسية)
- لقاء الفنانة فيدرا الموقع الرسمي لصحيفة الأهرام
- مقال عن فيدرا من موقع في الفن